# Föraktet (1963)
Föraktet (originaltitel: Le Mépris; i Finland Jag föraktar dig) är en fransk-italiensk film från 1963 i regi av Jean-Luc Godard. I huvudrollerna ses Michel Piccoli, Brigitte Bardot och Jack Palance. I filmen förekommer även Fritz Lang som spelar sig själv. Filmen baseras på novellen av den italienske författaren Alberto Moravia.
Filmen hade svensk premiär den 17 december 1966.

## Handling
En amerikansk producent (Jack Palance) anlitar den välkände tyska regissören Fritz Lang (spelar sig själv) för att göra en filmatisering av Odysséen. Men han blir snart missnöjd med dennes alltför konstnärliga ambitioner, och anlitar dramatikern Paul Javal (Michel Piccoli) för att skriva om manuset så det blir mer kommersiellt. Samtidigt får Paul problem med förhållandet till sin fru Camilla (Brigitte Bardot), delvis orsakade av den amerikanske producenten.

## Medverkande
- Michel Piccoli – Paul Javal
- Brigitte Bardot – Camille Javal
- Jack Palance – Jeremy Prokosch
- Giorgia Moll – Francesca Vanini
- Fritz Lang – sig själv